# Вепрів Тарнавацький
Вепрів Тарнавацький (пол. Wieprzów Tarnawacki) — село в Польщі, у гміні Тарнаватка Томашівського повіту Люблінського воєводства.
Розташоване на Закерзонні (в історичному Надсянні).
Населення — 223 особи (2011).

## Історія
Первісним населенням Вепрова Тарнавацького були русини-лемки, які компактно проживали на своїх історичних землях. 
У 1975-1998 роках село належало до Замойського воєводства.

## Демографія
Демографічна структура станом на 31 березня 2011 року:
|          | Загалом | Допрацездатний вік | Працездатний вік | Постпрацездатний вік |
| -------- | ------- | ------------------ | ---------------- | -------------------- |
| Чоловіки | 96      | 17                 | 69               | 10                   |
| Жінки    | 127     | 27                 | 73               | 27                   |
| Разом    | 223     | 44                 | 142              | 37                   |